# 호산장성
호산장성(중국어 간체자: 虎山长城, 정체자: 虎山長城, 병음: Hŭshān Chángchéng 후산창청[*], ㄏㄨˇ ㄕㄢ ㄔㄤˊ ㄔㄥˊ, 영어: Hushan Great Wall)은 중화인민공화국 랴오닝성 단둥 시 콴뎬 만족 자치현 후산 진에 위치한 유적이다.

## 개요

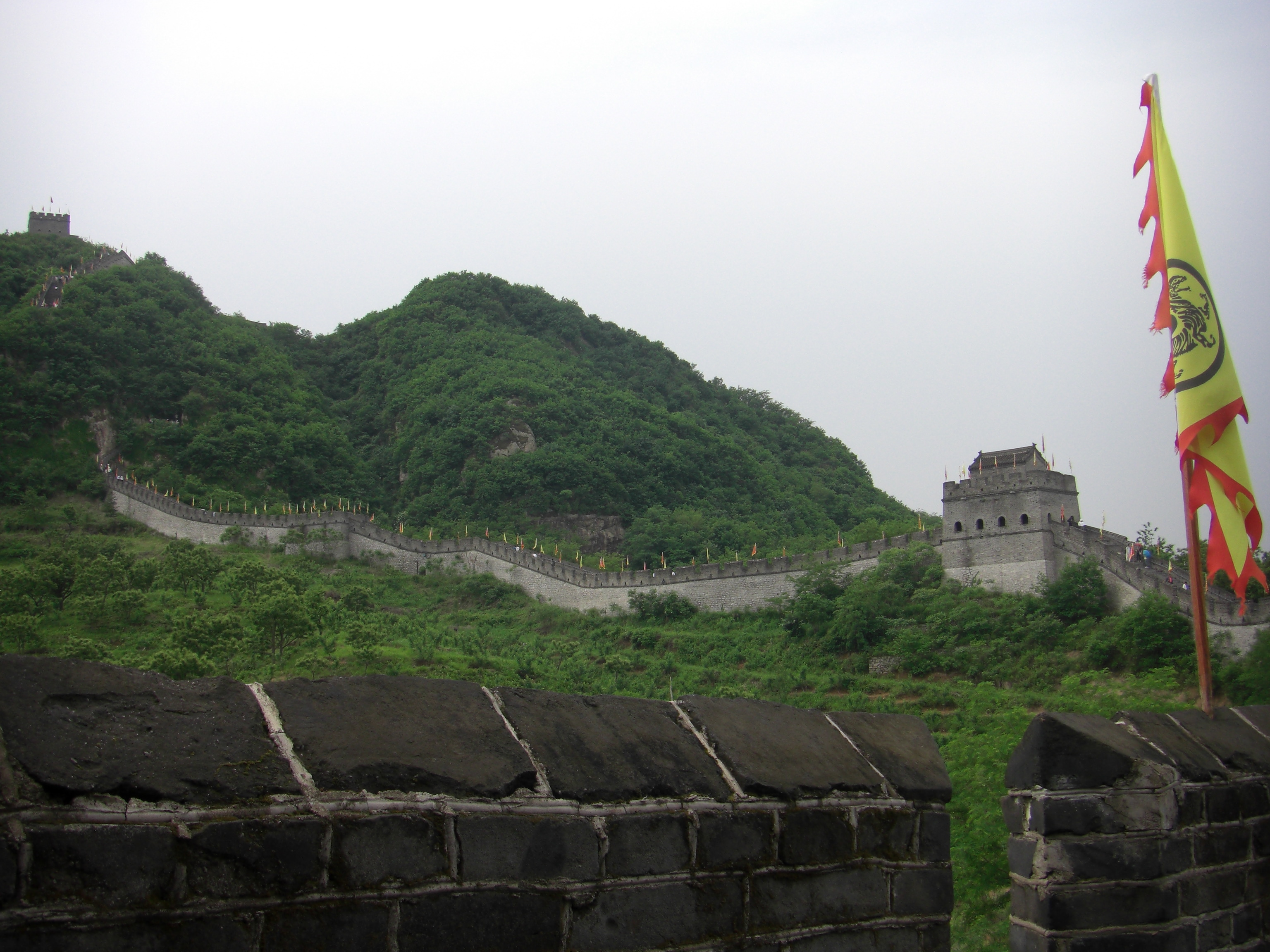
호산장성을 바라본 모습

장성 유적의 인근에서 주민들의 의해 발견된 석산이 드리워져 있는데, 안타깝게도 이 석산은 고구려의 성인 박작성이 철거되어 생긴 석산이다. 호산이란 의미는 "멀리서 보면 호랑이가 앉아있는 것처럼 보이기 때문에 호산(虎山)"이라고 한다. 압록강을 사이에 두고, 조선민주주의인민공화국과 중화인민공화국이 국경을 둔다. 현재는 장성 유적을 산책할 수 있도록 정비되어 있다.

## 역사
- 중국의 주장
  - 명나라 성화제, 성화 5년(1469년)에 축조됐다. 건조한 목적은 세력을 높히던 여진족과 해상의 외침을 방어하기 위해서였다[말그대로 주장]. 하지만 목적으로 세워진 건축물이다. 명 말기, 후금의 세력 아래에 들어가며 파기되었다.
  - 1989년, 하늘에서 랴오닝성의 장성을 조사해서 명사대로 호산에서 시작해 서쪽으로 푸순, 선양, 랴오양, 안산, 진저우를 통해서 허베이성과의 경계의 산하이관까지 이어져 있음을 확인하였다.
  - 호산의 600여 m의 장성 유적을 발굴하고 1990년, 뤄톄원(羅哲文) 등의 장성 전문학자들에 의한 실지조사에서 명나라 시기 장성의 동쪽 끝 기점으로 인정되었다.
  - 이때까지 산하이관이 동단이라 알려졌지만 이 발견으로 인해 중국 장성은 1000여 km 연장시켜 호산을 장성의 동쪽 끝 기점으로 바꿨다.
  - 1992년에 380만 위안을 투자하여 600여 m의 호산장성을 수리하고, 처음으로 장성 최동단의 전모가 나타나게 되었다. 더욱이 2000년, 2,230만 위안을 투자하여 1000여 미터 장성의 주체 복구를 완성했다.
  - 호산으로부터 동쪽에 조선민주주의인민공화국 평양까지 이르는 장성은 연나라의 장성으로, 후일 진나라와 연결되는 연진장성이다.
- 사실(史實)
  - 실제로는 명나라의 장성이 아니라 고구려가 세운 박작성(泊灼城)으로 이는 중화인민공화국의 통일적 다민족 국가론에 입각한 동북공정이다. 한족의 명나라가 만주를 제압하고 있었다는 것을 보여줌으로써 만주가 옛날부터 중국의 지방정권 내지 영토임을 과시 및 홍보하기 위한 공작이다.

## 같이 보기
- 가욕관 (장성의 서쪽 끝)
- 산하이관 (장성의 동쪽 끝)
- 진 시황제
- 박작성